# أندرو موراي (ملاكم)
أندرو موراي (بالإنجليزية: Andrew Murray)‏ مواليد 10 سبتمبر 1982 في جزيرة أيرلندا، هو ملاكم أيرلندي يصنف ضمن فئة الوزن الخفيف بدأ مسيرته الاحترافية سنة 2005.

## إحصائيات
خاض خلال مسيرته 26 نزالا، فاز في 25 وخسر في 1. فاز بالضربة القاضية في 12 نزالا.

## روابط خارجية
- أندرو موراي على موقع بوكس ريك (الإنجليزية) (registration required)